# Jevšček
Jevšček je naselje v Občini Kobarid.

## Zgodovina

### Dvanajsta soška ofenziva in Erwin Rommel v Jevščku
Jevšček je med dvanajsto soško ofenzivo bil lokacija preboja na Matajur, zavzetje katerega je bilo v ofenzivi določeno za ključni geografski cilj nemškega alpskega korpusa pod poveljstvom generallajtnant von Stein-a , ki je prodiral iz smeri Tolmina. V noči iz 25. na 26. oktober 1917 se je v Jevščku Erwin Rommel utaboril in preučeval vojaški zemljevid za vzpon na Matajur. Za svoje dosežke v bitki in za zavzetje Matajurja je Rommel prejel prusko priznanje Pour le Mérite.
Na povabilo kobariškega muzeja je leta 2017 italijanski novinar in pisatelj Paolo Rumiz v teh krajih posnel dokumentarni film z naslovom La Strada di Rommel. Dokumentarec sledi zapisom v Rommlovem dnevniku, postanek pa naredi tudi v Jevščku pri muzeju na prostem, na Brgoličevi domačiji, na kateri se je Rommel utaboril  ter pri kulturnem spomeniku Nježna hiša.

## Kulturna dediščina

### Nježna hiša
V Jevščku so leta 2015 s pomočjo evropskih sredstev obnovili kulturni spomenik lokalnega pomena, Nježno hišo, imenovano po stanovalki Pepi Nježni.

### Zgodovinski park Jevšček
Ob stoti obletnici dvanajste soške bitke je lokalna skupnost leta 2017 v sodelovanju s kobariškim muzejem in Fundacijo Poti miru v Posočju v Jevščku uredila zgodovinski park oziroma muzej na prostem. Obnovljen je bil italijanski okop iz prve svetovne vojne, ki ga je italijanska vojska med bitko pustila nezasedenega, kar je Rommlu omogočilo prost vstop v vas, na Brgoličevi domačiji, kjer se je Erwin Rommel utaboril pa je kobariški muzej pripravil spominsko obeležje.

### Tematska pot Livek - Livška Štorija
Leta 2019 so na delu utrjenih italijanskih okopov pri Jevščku v projektu Tematske poti na območju LAS Dolina Soče bila izvedena vzdrževalna dela, ki so okope očistila, skozi njih pa v Jevšček vodi Tematska pot Livek.
Tematska pot je bila odprta avgusta 2020.